# Constitucionalismo achado na rua
O Constitucionalismo achado na rua consiste em construções teóricas e práticas jurídicas resultantes de estudos do Grupo da linha de Pesquisa O Direito Achado na Rua, integrante do Diretório de Grupos de Pesquisa do CNPq. Tem entre seus objetivos conceber condições concretas de garantia e exercício de direitos por sujeitos coletivos, como grupos oprimidos e movimentos sociais. Tal concepção recebe influência da sociedade em diversos aspectos, como das lutas constituintes e da atuação de movimentos sociais, do novo constitucionalismo latino-americano e do pluralismo jurídico.
O Constitucionalismo achado na rua é uma ferramenta para a ação dos movimentos sociais, por permitir a experiência de disputa e construção da experiência democrática brasileira, visto que as lutas constituintes têm o objetivo de modificar as estruturas políticas ao romper com as opressões e violações do Estado e garantir a concretização dos direitos assegurados pela Constituição. Nesse viés, a concepção do Constitucionalismo achado na rua legitima a ação identitária dos sujeitos coletivos de direito.
Ideais propagados pelo Direito Achado na Rua, como a valorização dos movimentos sociais e o combate ao imperialismo, inspiraram os processos de reforma constituinte deflagrados em países sul-americanos como Venezuela, Bolívia e Equador, caracterizando o novo constitucionalismo latino-americano – corrente que busca superar a tradição colonialista e aproximar o texto constitucional da realidade social, tornando mais efetiva a participação popular em um contexto plural e democrático.
O pluralismo jurídico é central na discussão do Constitucionalismo achado na rua. Nota-se que, pela luta do Constitucionalismo achado na rua, há uma emersão de novas noções de Direito, que intensificam o conceito do pluralismo jurídico, principalmente, através da ótica do pluralismo comunitário-participativo, que tem a inclusão como ponto norteador, além de ser caracterizado pela construção de uma sociedade democrática e participativa.

## Constitucionalismo Descolonial
Segundo Raquel Yrigoyen Fajardo, há três ciclos constitucionais na América Latina e Canadá. O primeiro ciclo é o "constitucionalismo multicultural", exemplificado por países como Canadá, Guatemala, Nicarágua e Brasil. O segundo ciclo é o "constitucionalismo pluricultural", seguido por países como Colômbia, México, Paraguai, Peru, Bolívia, Argentina, Equador e Venezuela. Já o terceiro ciclo é caracterizado pelo "constitucionalismo plurinacional", alcançado pelas Constituições inovadoras do Equador e Bolívia, onde já se trata de um ciclo pluricultural, plurinacional e ecológico, nas quais ‘‘se pluraliza a definição de direitos, a democracia e a composição dos órgãos públicos e as formas de exercício do poder”.
Raquel Yrigoyen tem avançado em direção a um constitucionalismo ecológico ou eco-constitucionalismo, sem abandonar a questão do pluralismo jurídico, desde seu diálogo com as cosmovisões dos povos ancestrais, e já havia inscrito em sua concepção a tese de um constitucionalismo plurinacional.
Nesta passagem, a leitura do pluralismo jurídico de Raquel Yrigoyen se concentra no pluralismo jurídico igualitário, que inclui não apenas povos indígenas e originários, mas também os ronderos campesinos, que possuem uma racionalidade jurídica diferente: "Outro exemplo claro de racionalidade jurídica diferente é expresso nas palavras de Raquel Yrigoyen, diretora do IIDS - Insitituto Internacional Derecho y Sociedad de Lima, principal estudiosa e formuladora sobre as Rondas Campesinas, que, embora tenham sido inicialmente criadas como resposta a uma demanda por segurança contra roubo e furto de gado, acabam resultando em práticas sociais de autoadministração da justiça”.
Os ciclos mencionados referem-se ao quanto as diferentes identidades são incluídas na construção da constituição, levando em consideração seus valores sociais, econômicos, políticos e culturais. Isso não se limita apenas à incorporação desses valores no ordenamento jurídico, mas também na maneira como as instituições públicas e sociais operam.
Atualmente, as experiências constituintes em curso na América Latina, em especial no Chile, estão abrindo espaço para debates sobre um constitucionalismo descolonial. Esse novo modelo busca incorporar os valores sociais, econômicos, políticos e culturais das distintas identidades presentes na sociedade, não apenas no ordenamento jurídico, mas também no desempenho institucional dos poderes públicos e entidades sociais. Essa abordagem se inspira em contribuições do constitucionalismo transformador, andino, pluralista, horizontal decolonial, comunitário da alteridade e do Constitucionalismo achado na rua, como também salienta Boaventura de Sousa Santos. Antônio Carlos Wolkmer explora essas ideias em "Notas para Pensar A descolonização do constitucionalismo na América Latina", presente no livro "Constitucionalismo em chave descolonial".
Disso cuida Antonio Carlos Wolkmer, “A proposta de um constitucionalismo crítico sob a ótica do sul global pode ser encontrada nas inovações propostas pelo constitucionalismo transformador de Sousa Santos, assim como nas variações existentes que levam em conta as epistemologias do sul e, mais diretamente, do constitucionalismo andino. Isso pode ser visto tanto na vertente do constitucionalismo pluralista, do constitucionalismo horizontal descolonial, constitucionalismo comunitário da alteridade, constitucionalismo crítico da libertação, constitucionalismo ladino-ameríndio, quanto nas formas de constitucionalismo encontrado nas ruas. Gladstone Leonel Junior trouxe essa designação, ainda sem a aprofundar em seu livro – Novo Constitucionalismo Latino-Americano: um estudo sobre a Bolívia.
Na segunda edição do livro em questão, há um novo capítulo adicionado, o quarto, que discute o "Constitucionalismo Achado na Rua" e os desafios apresentados em uma conjuntura de retrocessos. A inclusão desse capítulo é importante para unir a Teoria Constitucional na América Latina com o Direito Achado na Rua e situar o "Constitucionalismo achado na rua" como um campo de análise jurídica. O livro, aliás, pavimenta o caminho para estudos e pesquisas nessa dimensão do constitucionalismo e o próprio professor Gladstone Leonel, em sua docência na Faculdade de Direito da Universidade Federal Fluminense, criou a disciplina “O Constitucionalismo Achado na Rua e as epistemologias do Sul”, ofertada no programa de pós-graduação em Direito Constitucional na UFF.
Essas experiências refletem uma espécie de ‘Constitucionalismo achado na rua’, em que os atores constituintes, os protagonistas desses processos, que envolveram povos indígenas, feministas, campesinas e campesinos, trabalhadoras e trabalhadores e setores historicamente excluídos, arrancam do processo constitucional novas formas de pluralismo jurídico e conquistas de Direitos”.
O mesmo Gladstone Leonel Silva Junior, com José Geraldo de Sousa Junior, refletem sobre a crise política brasileira. A luta pela constituinte e a reforma política no Brasil: caminhos para um “constitucionalismo achado na rua”. Valendo o resumo: “A crise política brasileira, evidenciada a partir de junho 2013, enseja novas reflexões. A reforma do sistema político é necessária e um das formas de viabilizá-la é por meio de uma Assembleia Constituinte. Sobretudo, se observado os movimentos político-jurídicos dos últimos 15 anos nos países da América Latina. Cabe refletir sobre o momento e as possibilidades dessa aposta pautando-se em um ‘constitucionalismo achado na rua’'.
Quase que simultaneamente, também Gladstone Leonel Silva Junior, com José Geraldo de Sousa Junior publicam em La Migraña. Revista de Análisis Político, nº 17/2016. Vice-presidência do Estado Plurinacional de Bolívia: La Paz, o artigo: A luta pela Assembleia Constituinte e a reforma do sistema político no Brasil: caminhos para um "constitucionalismo das ruas"’.
Em resumo, a união do Constitucionalismo achado na rua com a Teoria Constitucional visa restituir ao Direito sua função social, devolvendo à sociedade o papel de atribuir sentido político ao Direito. Isso se dá por meio do reconhecimento teórico-conceitual da luta social como expressão cotidiana da soberania popular e do estabelecimento dos princípios que organizam a liberdade na sociedade. Antônio Escrivão Filho e José Geraldo de Sousa Junior defendem essa ideia no Capítulo V do livro, intitulado "América Latina, desenvolvimento e um Novo Constitucionalismo achado na rua".
O livro "O Direito Achado na Rua: questões emergentes, revisitações e travessias" foi organizado por pesquisadores do Grupo de Pesquisa (Diretório de Grupos de Pesquisa do CNPq) O Direito Achado na Rua e contém um capítulo dedicado ao tema do Constitucionalismo achado na rua. Esse capítulo inclui dois artigos: "A Democracia Constitucional e a Proposta para um Constitucionalismo Inclusivo no Brasil", escrito por Bárbara R. R. C. de Oliveira, Jean Patrício da Silva, João Paulo Santos Araújo, Samuel Barbosa dos Santos e Betuel Virgílio Mvumbi; e "O Constitucionalismo Achado na Rua, os Sujeitos Coletivos Instituintes de Direito e o Caso APIB na ADPF nº 709", escrito por Marconi Moura de Lima Barum, Mauro Almeida Noleto, Priscila Kavamura Guimarães de Moura e Renan Sales de Meira.
Em uma apresentação feita durante o GT 12 - Constitucionalismo achado na rua, durante o Seminário Internacional O Direito como Liberdade, Menelick de Carvalho Netto e Felipe V. Capareli discutiram o tema "O Direito Encontrado na Rua, a Luta por um Constitucionalismo Plural e Inclusivo, e a Necessidade de Enfrentar o Risco Autoritário de uma Política Simplista e Privatizante. Visão Dicotômica do Estado e do Direito". Em seu trabalho, eles destacaram a importância de se enfrentar os riscos autoritários associados a políticas simplistas e privatizantes, bem como as implicações da dimensão constitucional estabelecida nas ruas para o Direito e o Estado. Essas ideias são discutidas em um artigo publicado na Revista da Defensoria Pública do Distrito Federal, como parte do dossiê Ordenamentos Jurídicos, Monismos e Pluralismos: O Direito Achado na Rua e as Possibilidades de Práticas Jurídicas Emancipadoras.
Ainda no Seminário Internacional O Direito como Liberdade: 30 Anos do Projeto O Direito Achado na Rua, realizado em Brasília, na UnB, em dezembro de 2019, o seu programa dedica toda uma seção para o tema Pluralismo Jurídico e Constitucionalismo achado na rua. Na seção podem ser conferidos os textos: Pluralismo Jurídico Comunitário-Participativo: processos de descolonização desde o Sul; A Contribuição do Direito Achado na Rua para um Constitucionalismo Democrático; Constitucionalismo Achado na Rua em México: Dos acordos de San Andrés ao conselho indígena de governo; O Direito à Alimentação como um Direito Humano Coletivo dos Povos Indígenas; e Constitucionalismo Achado na Rua: reflexões necessárias.
O constitucionalismo é uma tentativa constante de estabelecer e realizar a exigência idealista que surge com a modernidade na organização de uma sociedade complexa. Como não existem fundamentos absolutos, o sistema de direitos só pode ser legitimado se os cidadãos reconhecerem-se como coautores das normas que os regem. Isso significa que o direito deve ser encontrado nas ruas e construído de forma plural e inclusiva, caso contrário, o Estado pode ser privatizado e o direito colonizado por uma lógica simplista e antidemocrática.
O constitucionalista português J. J. Gomes Canotilho destaca a importância de considerar a diversidade de sujeitos envolvidos no debate constitucional contemporâneo, que visa estabelecer um diálogo político estruturado na linguagem do direito. Isso gera "posições interpretativas da Constituição" que refletem uma luta por posições constituintes, que continua mesmo após a aprovação da Constituição. Para Canotilho, é necessário estar disposto a ir para as ruas e compreender que o "direito achado na rua" e as novas perspectivas do direito podem desafiar a rigidez do direito formal das constituições, códigos e leis. O discurso dos juristas pode, muitas vezes, encobrir o peso do poder presente no sistema jurídico.

## Contextualização
No contexto atual brasileiro, nota-se a existência de um certo grupo de indivíduos com perfil específico, que é responsável pelas decisões parlamentares. Os interesses desse grupo podem não representar os da população brasileira como um todo, já que são indivíduos que ocuparam por muito tempo posições de poder na sociedade e que contribuem para a perpetuação da opressão e espoliação de minorias étnicas, de gênero ou sociais. Sendo assim, nesse contexto, o Constitucionalismo Achado na Rua surge como uma forma de ampliar a representatividade dos interesses da população na Constituição Brasileira de tal maneira que os grupos de indivíduos que estiveram historicamente sob a forma de detenção do poder deixariam de ser os únicos responsáveis pela formulação do ordenamento jurídico.  
O movimento do Constitucionalismo achado na rua está baseado no "novo constitucionalismo latino-americano", o qual é caracterizado por diversas mudanças de constituintes ocorridas na América Latina, as quais tiveram como propósito a ampliação dos direitos da população, visando a ampla inclusão social ao considerar as características étnicas, históricas e sociais específicas de cada povo. Dessa forma, o processo neoconstitucionalista latino-americano é uma mudança necessária para que parcelas da população, que foram historicamente segregadas ou tiveram acesso reduzido aos seus direitos, passassem a ser representadas e terem suas necessidades atendidas e amparadas pela Constituição Federal.
O Constitucionalismo achado na rua surge a partir da necessidade de romper o Direito como norma estatal dentro de uma concepção positivista normativista organizada doutrinariamente e de reconstruir o constitucionalismo como um assegurador da diversificação das autoridades, para a defesa dos valores fundamentais, como a liberdade e a igualdade. À vista disso, a importância do Constitucionalismo Achado na Rua se dá pela criação de processos, que produzem novas condições concretas de legitimidade política e justiça social que garantam o exercício de liberdade entre indivíduos oprimidos, sem estarem confinados às estruturas normativas do Estado ou às colonialidades que sustentam essas estruturas.  

## Constitucionalismo achado na rua e participação popular
O Constitucionalismo achado na rua busca efetivar o princípio constitucional da soberania popular e aprimorar os mecanismos constitucionais existentes no ordenamento jurídico brasileiro. Dentre os mecanismos estabelecidos pela ordem constitucional encontram-se a iniciativa popular na elaboração de leis, o plebiscito e o referendo. É válido ressaltar que o Constitucionalismo achado na rua também visa a manutenção de um diálogo entre o Estado e o povo, a fim de que a participação popular seja mais frequente na vida política do Estado e em suas tomadas de decisões. Atualmente, a iniciativa popular, o plebiscito e o referendo são regulamentados pela Lei 9.709, de 18 de novembro de 1998.
É possível perceber o Constitucionalismo achado na rua, também, nas ações diretamente advindas do protagonismo dos sujeitos coletivos de direito, inscritos nos movimentos sociais, na medida em que ativem mecanismos e processos que afetam o institucional estatal e as práticas democráticas, na realização dos fundamentos da própria Constituição. Desse modo, é possível citar os seguintes exemplos: Beco da Cultura, Decisão do Superior Tribunal de Justiça e pelo voto do Ministro Edson Fachin.

### Beco da Cultura
No espaço urbano denominado Beco da Cultura – em Taguatinga, cidade-satélite do Distrito Federal – aconteceu uma ocupação cultural urbana em área que veio a ser judicialmente objeto de uma ação de reintegração de posse movida por seus pretensos proprietários. Entretanto, o juiz da Vara de Meio Ambiente, Desenvolvimento Urbano e Fundiário do DF, em sentença proferida no dia 31 de agosto de 2022, em processo de reintegração/manutenção de posse (Processo número: 0003872-11.2015.8.07.0007) reconheceu que o Movimento Ocupação Cultural Mercado Sul Vive atende “ao interesse social e às diretrizes constitucionais e legais relativas à função socioambiental da propriedade e ao direito à cidade” e negou a remoção forçada dos artistas e produtores culturais.
Com efeito, na Sentença, o Juiz qualifica a Ocupação Cultural Mercado Sul Vive, representada nos autos do processo por artistas, artesãos, produtores culturais, repudiando os termos depreciativos dos pretensos proprietários da área abandonada, acolhendo o argumento de “não ter havido invasão, já que o espaço estava abandonado há mais de dez anos, servindo apenas de especulação imobiliária, além de propiciar a propagação da dengue; menciona que os ocupantes são pessoas reivindicando direito constitucional à moradia, cultura e exercício profissional; enfim, a ocupação é antiga, sendo o espaço conhecido como Beco da Cultura, de modo que o Movimento Cultural Mercado Sul Vive apenas para estabelecer função social ao local”.

### Decisão do Superior Tribunal de Justiça
Expressão do que J.J. Gomes Canotilho designa como necessidade de um “olhar vigilante sobre as exigências do direito justo”, ou seja, da possibilidade, em sede de Direito Constitucional, de conferir “definição jurídica diferente”, à realidade fática sob julgamento, é o voto paradigmático, seja em seu refinamento técnico, seja em seu profundo sentido humano, seja em perspectiva de realização da própria Constituição, proferido pelo Ministro Luiz Vicente Carnicchiaro, quando do julgamento no STJ – Superior Tribunal de Justiça, no Habeas Corpus nº 4.399-SP, em que foram pacientes Diolinda Alves de Souza e outras lideranças do MST – Movimento dos Trabalhadores Sem Terra.
O Tribunal, como é sabido, e como se pode ver do acórdão a cargo do relator Ministro William Patterson, concedeu a liberdade aos pacientes. Em seu voto, o Ministro Cernicchiaro não perde de vista o contexto histórico no qual são designadas as circunstâncias factuais do tema em discussão, põe em relevo, o Ministro, a condicionalidade da atuação das “chamadas instâncias formais de controle da criminalidade”, sujeitas, segundo ele, à “posição política, econômica e social da pessoa”. Finalmente, como membro legítimo da comunidade aberta dos realizadores da Constituição, pondera judiciosamente a condição prejudicial na qual se encontravam os pacientes, reconhecendo que “as chamadas classes sociais menos favorecidas não têm acesso político ao governo, a fim de conseguir preferência na implantação de programa posto na Constituição da República”, para decidir: “não pode ser considerado esbulhador aquele que ocupa terra para fazer cumprir a promessa constitucional da reforma agrária”.

### Voto do Ministro Edson Fachin
É possível inferir no jurídico invocado por entidades representativas de povos indígenas e por meio de unidades de análise que estão no social, mas que não se enquadram no legal, como se registra no voto que o Ministro Edson Fachin, relator, já lançou no Recurso Extraordinário 1.017.365 de Santa Catarina, prevista a sistemática de repercussão geral, sobre a existência de direitos pré-estatais e pré-constitucionais, evidenciando um constitucionalismo autêntico, achado nas aldeias, num processo que discute uma tese agronegocista denominada “marco temporal”.
É mencionado na parte do voto "natureza jurídica da demarcação" que, de acordo com o caput do artigo 231 da Constituição, os indígenas têm seus costumes, línguas, crenças e tradições reconhecidos, bem como os direitos originários sobre as terras que ocupam tradicionalmente. Cabe à União demarcá-las e proteger todos os seus bens. Considerando que as terras ocupadas tradicionalmente pelos índios são de domínio da União, conforme o artigo 20, XI da Constituição, trata-se de um procedimento administrativo da União para identificar e demarcar essas terras no interesse das comunidades indígenas que as ocupam de modo tradicional.
Além disso, de acordo com o voto do Ministro, perante o texto constitucional, os direitos territoriais originários dos indígenas são reconhecidos e, portanto, precedem à promulgação da Constituição. Logo, e como bem explicita o Estatuto do Índio, em disposição consonante com o texto constitucional, a demarcação não constitui a terra indígena, mas apenas declara que a área é de ocupação pelo modo de viver indígena.
Como bem ressalta a doutrina: “O procedimento demarcatório tem natureza meramente declaratória, pois o que se busca com ele é apenas a delimitação da área já pertencente e aos povos indígenas, em razão dos direitos que decorrem da ocupação tradicional. O reconhecimento da propriedade, em caráter originário, é de viés constitucional, conforme estabelecido no muitas vezes citado art. 231 da Constituição.”
Logo, a posse permanente das terras de ocupação tradicional indígena independe da conclusão ou mesmo da realização da demarcação administrativa dessas terras, é direito originário das comunidades indígenas, sendo apenas reconhecimento, mas não constituído pelo ordenamento jurídico.
A natureza jurídica do procedimento demarcatório é meramente declaratória, consiste na exteriorização da propriedade da União, vinculada e afetada à específica função de servir de habitat para a etnia que a ocupe tradicionalmente. É atividade do Poder Executivo, desempenhada por diversos órgãos, conforme o procedimento acima demonstrado, mas que não cria terra indígena, apenas reconhece aquelas que já são, por direito originário, de posse daquela comunidade.
Arrolando toda a jurisprudência do STF que conforta o seu ponto, interessa o arremate:
“A homologação final do procedimento, realizada pelo Presidente da República nos termos do artigo 5º do Decreto nº 1.775/1996, presta-se a atestar o devido cumprimento ao disposto no artigo 231 e à legislação de regência. Por se tratar de procedimento administrativo que reconhece o exercício de um direito fundamental, não é possível que razões de conveniência e oportunidade sejam alegados para deixar de se reconhecer a tradicionalidade da ocupação indígena; logo, apenas o descumprimento do disposto na norma constitucional pode levar à recusa em homologar a demarcação proposta pela FUNAI e reconhecida como legítima pelo Ministro da Justiça, desde que de forma fundamentada”.

### Iniciativa Popular
No Brasil, a iniciativa popular é o poder do povo em propor projetos de lei. No âmbito federal, a iniciativa popular consiste na apresentação de projeto de lei à Câmara dos Deputados, subscrito por, no mínimo, um por cento do eleitorado nacional, distribuído por pelo menos cinco estados, com não menos de três décimos por cento dos eleitores de cada um deles.  
Um dos casos mais emblemáticos da iniciativa popular é a Lei da Ficha Limpa, que busca combater a corrupção eleitoral. A Lei da Ficha Limpa foi sancionada em 2010 pelo então presidente Luiz Inácio Lula da Silva.

### Plebiscito
O plebiscito consiste na consulta prévia à população para que determinada matéria de acentuada relevância seja deliberada.  
Um exemplo importante de plebiscito realizado no Brasil foi a consulta à população em 1993 referente à forma e ao sistema de governo. Outro significativo plebiscito realizado foi acerca da divisão do estado do Pará, no ano de 2011, em três diferentes territórios: Pará, Carajás e Tapajós.

### Referendo
O referendo consiste na consulta posterior à população sobre um ato legislativo ou administrativo. No referendo, compete ao povo a respectiva aprovação ou rejeição desse ato.
Um caso expressivo de referendo popular realizado foi acerca da proibição do comércio de armas de fogo e munição no Brasil, no ano de 2005. Nesse referendo, a população optou pela não proibição do comércio de armas de fogo e munição e, dessa forma, o Estatuto do Desarmamento foi modificado.

## Novo Constitucionalismo latino-americano
Uma reforma política realizada pelo Congresso Nacional é insuficiente, pois é importante mudar as estruturas de poder por meio de uma constituinte popular que irá romper com o sistema político do país e garantir a soberania do povo. Com todo o processo sendo pautado em uma constituinte achada na rua, sem receber pressão ou tutela dos poderes judiciário ou executivo.
As experiências constitucionais latino-americanas são referências para as mudanças pretendidas no direito constitucional brasileiro, principalmente, as experiências da Venezuela, da Bolívia e do Equador.
As constituições desses países têm como objetivo finalizar os laços históricos colonialistas e imperialistas impostos por meio das cartas magnas anteriores, além de buscar a adaptação constitucional às realidades e às possibilidades dos povos da América Latina, tendo como máxima os pilares democráticos e populares.
Venezuela:
Proposta pelo ex-presidente Hugo Chávez, promulgada em 1999, resgatou os princípios libertários dos ensinamentos de Bolívar, como a criação de escolas e universidades gratuitas, contra a intromissão de países estrangeiros, incluindo intromissão em constituições, e integração dos povos latinos americanos.
Bolívia:  
A Constituição da Bolívia foi promulgada em 2009, o texto constitucional aderiu às pautas de lutas dos povos indígenas, que tornou-se um verdadeiro pilar para a democracia boliviana, denominado Estado Plurinacional, pois o governo boliviano reconhece dentro de seu limite territorial a soberania de outros povos originários. Aderindo o constitucionalismo pluralista, reconhecendo as autoridades indígenas, as normas, os procedimentos e os direitos consuetudinários dos povos indígenas bolivianos.  
Equador:  
Referendada e aprovada em 2008, a Constituição equatoriana priorizou os aspectos de interculturalidade do povo do Equador. Além disso, a Constituição equatoriana adere, também, ao Estado Plurinacional que se situa dentro do marco da declaração das Nações Unidas sobre os direitos dos povos indígenas.
Os países que adotaram as Constituições Plurinacionais, mas não mudaram de modelo econômico, estão enfrentando problemas econômicos, sobrepondo os interesses do desenvolvimento predatório em detrimento dos interesses indígenas de preservação e conservação.

## Importância na atualidade
O Direito Achado na Rua, de cujos fundamentos e prática deriva o conceito do Constitucionalismo achado na rua, trouxe uma série de noções e categorias para a teoria do Constitucionalismo achado na rua. No âmbito acadêmico, encontrou lastro em inúmeros projetos que visavam enriquecer o universo jurídico para além de seus vícios estruturais. A corrente de pensamento originada na década de 80 encontra relevância na atualidade, visto que, no cenário contemporâneo da política brasileira é nítido a ausência de representatividade política que contribui para a perpetuação de problemas crônicos e estruturais da sociedade brasileira, carecendo de um maior “constitucionalismo achado na rua” em suas dimensões sociopolíticas.
O surgimento do Constitucionalismo achado na rua é resultado da necessidade de romper com o histórico de colonialismo, que está intrinsecamente presente na formação econômica, social, política, jurídica e burocrática do Estado. Além disso, o Constitucionalismo Achado na Rua visa, também, superar a concepção positivista e estatal do direito, que não assegura os direitos dos grupos coletivos e mantém uma opressão e espoliação em relação aos grupos socialmente desfavorecidos, portanto, a iniciativa popular nas políticas públicas atuais é considerada um instrumento crucial para transformar a realidade e garantir a efetivação dos direitos que devem ser assegurados a todos.  

O Constitucionalismo achado na rua representa um avanço na justiça social, já que se realiza enquanto teoria crítica de Direito, que extrai a problemática sobre as estruturas sociais e políticas, que perpetuam a desigualdade. Portanto, a teoria em questão possibilita maior visibilidade para a justiça, a qual se realiza de forma emancipatória e transformadora.